# Lijst van spelers van Club Brugge
Deze lijst omvat voetballers die bij Club Brugge spelen of gespeeld hebben. De spelers zijn gerangschikt volgens alfabet.
Volledig bijgewerkt tot 15 juli 2024.

## A
- Hans Aabech (1974-1975)
- Elton Acolatse (2017-2018)
- Sargis Adamyan (2022)
- Eric Addo (1995-1999)
- Enoch Adu (2012-2014)
- Noah Aelterman (2019-2022)
- Mikel Agu (2015-2016)
- Joseph Akpala (2008-2012)
- Antolín Alcaraz (2007-2010)
- Michael Almebäck (2011-2013)
- Daniel Amokachi (1990-1994)
- Sofyan Amrabat (2018-2020)
- Darko Anić (1997-2000)
- Rubén Arocha (2006-2009)
- Kristof Arys (1996-1997)
- Thomas Ashworth (1913-1914)
- Samuel Asoma (2017-heden)
- Charles Atkinson-Grimshaw (1895-1896) & (1898-1899) & (1905-1906)
- Lynnt Audoor (2009-heden)
- Sem Audoor (2009-heden)
- Yves Audoor (1984-1990)
- Kurt Axelsson (1967-1973)

## B
- Carlos Bacca (2012-2013)

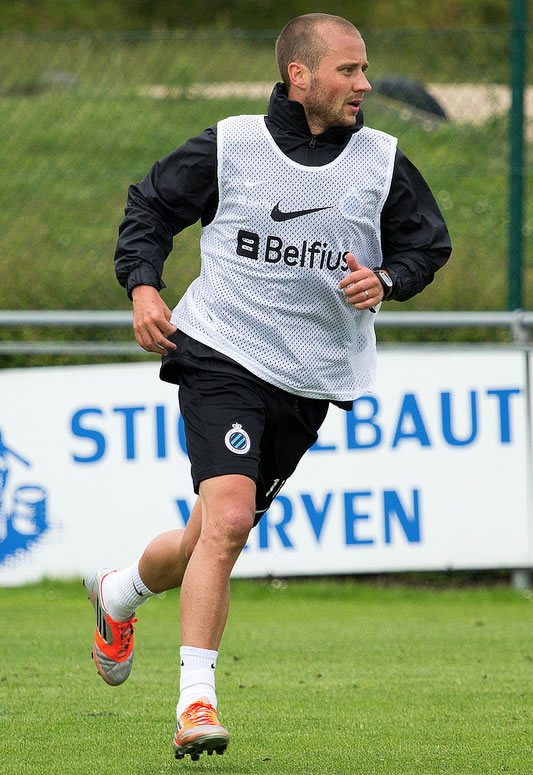
Jonathan Blondel

- Youssouph Badji (2020-2023)
- Gilbert Bailliu (1966-1970)
- Brandon Baiye (2011-2019)
- Mushaga Bakenga (2011-2016)
- Boško Balaban (2004-2007)
- Éder Balanta (2019-2024)
- Laszlo Balint (1979-1981)
- Félix Balyu (1906-1923)
- Sandor Baranyai (1963-1964)
- Víctor Barberà (2023-heden)
- Didier Barbigant (1984-1986)
- Leen Barth (1976-1981)
- Fons Bastijns (1967-1981)
- Jürgen Belpaire (1993-1999)
- Alain Bettagno (1988-1989)
- Bernard Beuken (1992-1995)
- Luc Beyens (1983-1992)
- Jesse Bisiwu (2020-heden)
- Roger Blieck (1959-1963)
- Xander Blomme (2015-2022)
- Jonathan Blondel (2004-2015)
- Sinan Bolat (2015-2016)
- Alphonse Bolemba (1963-1964)
- Boli Bolingoli Mbombo (2009-2017)
- Fernand Boone (1952-1971)
- Foeke Booy (1989-1993)
- Vital Borkelmans (1989-2000)
- Roland Bossaer (1965-1967)
- Jordan Botaka (2010-2013)
- Dedryck Boyata (2022-heden)
- Vlado Bozinoski (1988-1989)
- Fran Brodić (2014-2018)
- Hugo Broos (1983-1988)
- Sébastien Bruzzese (2015-2017)
- Kenneth Brylle (1986-december 1989)
- Tajon Buchanan (2021-heden)
- Yves Buelinckx (1993-1996)
- Josef Bursik (2023-heden)
- Marcel Bury (1959-1962)
- Ludovic Butelle (2016-2018)
- Tomislav Butina (2003-2006)
- Bart Buysse (1996-2005) (2012-2013)

## C
- Robert Caenen (1921-1932)
- Eddy Caers (1974-1975)

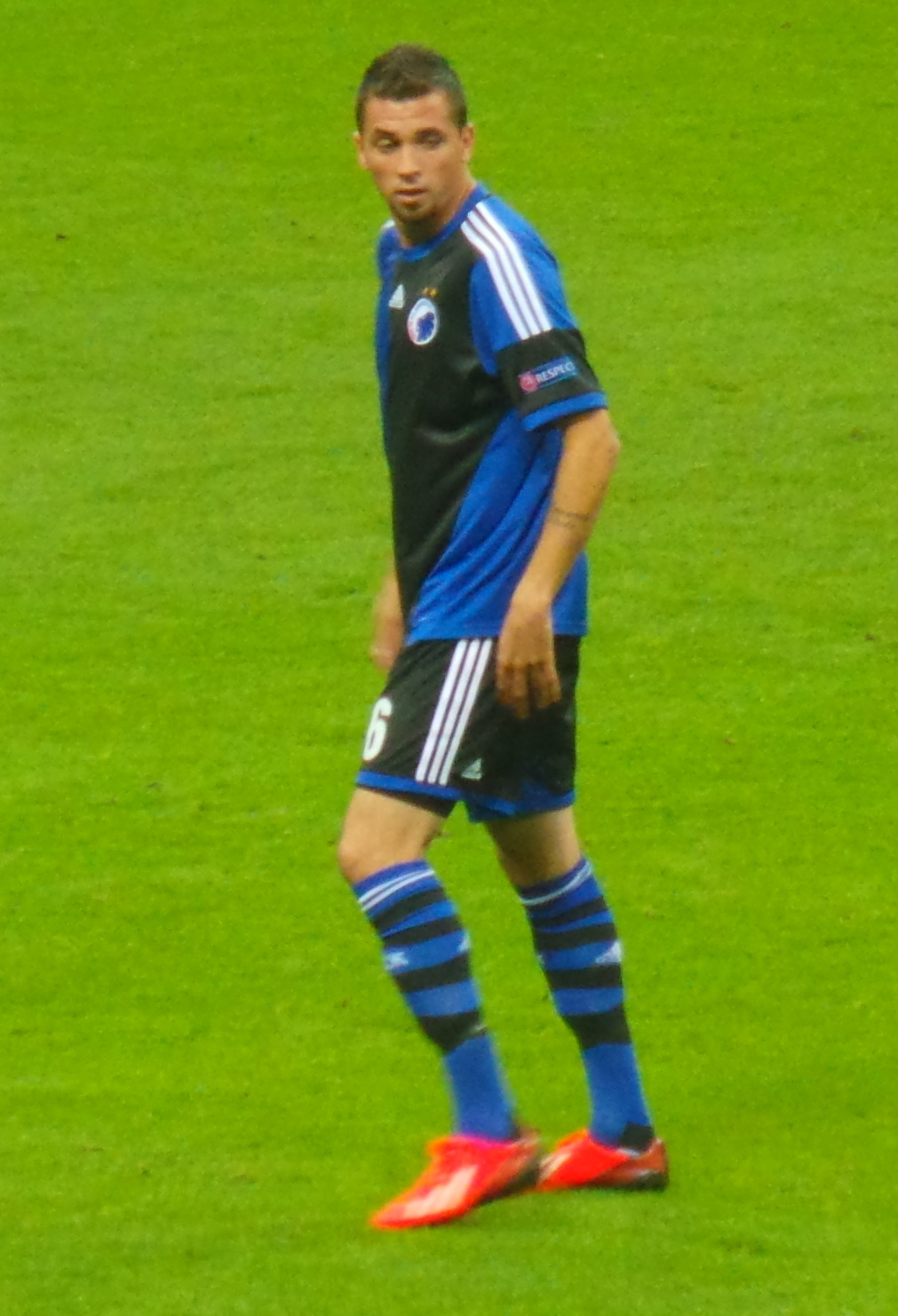
Claudemir

- Shandre Campbell (2024-heden)
- Charles Cambier (1901-1925)
- Marcos Camozzato (2010-2012)
- Brecht Capon (2001-2009)
- Willy Carbo (juni 1983-december 1983)
- Berten Carels (1941-1956)
- Yves Carette (1981-1984)
- Pierre Carteus (1966-1974)
- Jean-Charles Castelletto (2015-2017)
- Nicolás Castillo (januari 2014-januari 2017)
- Nastja Čeh (2001-2005)
- Jan Ceulemans (1978-1992)
- Walter Ceulemans (1981-1983)
- Daniël Chavez (2006-2010)
- Hans Christiaens (1989-1991)
- Laurent Ciman (2008-2009)
- Mohamed Cisse (2021-2023)
- Gert Claessens (1994-1999)
- Jordy Clasie (2017-2018)
- Claudemir (januari 2015-2017)
- Ray Clarke (juni 1979-december 1979)
- Sonda Cleber (2009-2011)
- Philippe Clement (1999-2009)
- Yvan Clicteur (1961-1963)
- Lei Clijsters (1973-1975)
- Antoine Coly (1984-1990)
- Dion Cools (2015-januari 2020)
- Julien Cools (1973-1979)
- Sander Coopman (2007-2018)
- Colin Coosemans (2000-2012)
- Lucien Coppens (1959-1960)
- Michael Cordier (2015-2016)
- Hans Cornelis (1999-2005)
- Rudi Cossey (1990-1995)
- Paul Courant (1976-1981)
- Francis Couvreur (1988-1991)
- Peter Creve (1986-1995)
- Mauricio Aimar Cuevas (2022-2023)

## D
- Koen Daerden (2006-december 2009)

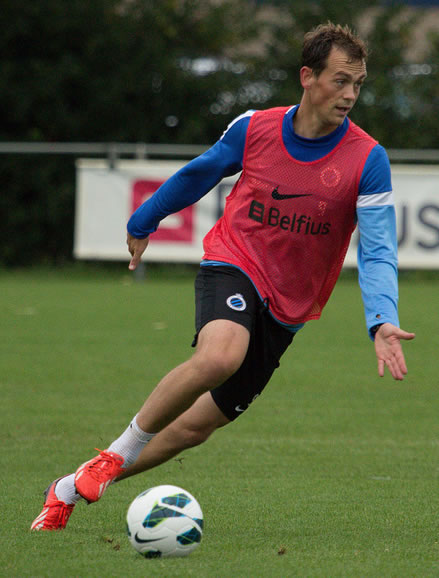
Tom De Sutter

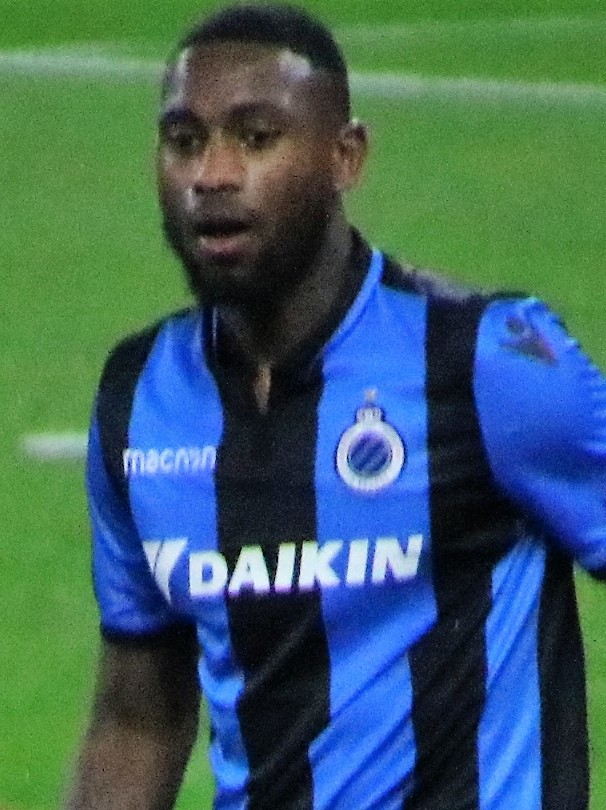
Stefano Denswil

- Mohamed Dahmane (2009-2010)
- Wilfried Dalmat (2010-2011)
- Tomas Danilevičius (1996-december 1997, januari 1999-1999)
- Guy Dardenne (1981-1984)
- Alandson Jansen Da Silva (2008)
- Alexandre Jansen Da Silva (2008)
- Jessi Da Silva (2019-heden)
- Raoul Daufresne de la Chevalerie (1908-1912)
- Tomas Daumantas (1997-1998)
- Roger Davies (juni 1976-november 1977)
- Louis Debackere (1957-1965)
- Eric De Baets (1977-1978)
- Alex De Block (1960-1961)
- Laurens De Bock (2012-2017)
- Jacky Debougnoux (1979-1984)
- Tjörven De Brul (1994-2003)
- François De Bruyne (1957-1959)
- Glenn Decaesstecker (1997-1999, 2000-2001)
- Saulo Decarli (2017-2019)
- Dwight Decerf (1985-1986)
- Axl De Corte (2022-heden)
- Noël De Cock (1961-1966)
- Olivier De Cock (1987-2007)
- Björn De Coninck (1988-1998)
- Freddy De Coninck (1966-1972)
- Daniël De Cubber (1975-1979, 1981-1984)
- Maxim De Cuyper (2008-heden)
- Davy De Fauw (1988–2001) (2014-2016)
- Eric Deflandre (1996-2000)
- Robert De Grande (1972-1975)
- Armand De Groote (1958-1962)
- Marc Degryse (1980-1989)
- Jimmy De Jonghe (2010-2016)
- Charles De Ketelaere (2008-2022)
- Kurt De Laere (-2003)
- Wim Delbaere (1981-1985)
- Gérard Delbeke (1923-1933)
- Simon Deli (2019-2021)
- Fernand Delzongle (1959-1960)
- Gertjan De Mets (1997-2011)
- Erik De Mey (1970-1975)
- Willy De Mey (1970-1973)
- Georges Demoor (1967-1968)
- Norbert De Naeghel (1969-1977)
- Lars Dendoncker (2016-2020)
- Stefano Denswil (2015-2019) (2021)
- Emmanuel Dennis (2017-2021)
- Edouard de Plancke (2002-2006)
- Werner Deprez (1966-1967)
- Denzel De Roeve (2015-heden)
- Jan De Ruyter (1988-1989)
- Gilbert Dermul (1972-1983)
- Chris Desmet (1961-1966)
- Lenn Desmet (2015-heden)
- Liam Desmet (2015-heden)
- Lennert De Smul (2015-2016)
- Fries Deschilder (2006-2013)
- Tom De Sutter (2001-2005) (2013-2015)
- Stephane De Taeye (1973-1975)
- Robert Deurwaerder (1957-1966)
- Bruce Deuwel (2023-heden)
- Robert De Veen (1905-1913)
- Geert De Vlieger (2008-2011)
- Edmond De Vos (1956-1962)
- Geert De Vriendt (1972-1974)
- Johan Devrindt (1972-1974)
- Luc Devroe (1986-1988)
- Pascal De Wilde (1984-1985)
- Jimmy De Wulf (1991-2001, november 2001-2003)
- Sven Dhoest (2005-2015)
- Maxime Dhoore (1994-2000)
- Abdoulay Diaby (2015-2018)
- Mbaye Diagne (2019-2020)
- Mustapha Diallo (2006-2007)
- Krépin Diatta (2018-2021)
- Mamady Diawara (2022-heden)
- Júnior Díaz (2010-2012)
- Tuur Dierckx (2009-2016)
- Sokratis Dioudis (2014-2016)
- Nabil Dirar (2008-2012) (2021)
- Laszlo Disztl (1989-1994)
- Dušan Đokić (2007-2010)
- Ryan Donk (2009-2013)
- Bas Dost (2021-2022)
- Timothy Dreesen (2006-2009)
- José Duarte (2000-2003)
- Óscar Duarte (2013-2016)
- Johan Dubois (1970-1971)
- Grégory Dufer (2005-2007)
- Tomasz Dziubiński (1991-1994)

## E
- Elos Elonga-Ekakia (1998-1999)
- Mohamed Salah El Boukammiri (2023-heden)
- Nader El-Sayed (1998-2000)
- Arne Engels (2015-2023)
- Björn Engels (2006-2017)
- Gaëtan Englebert (1999-2008)
- René Eijkelkamp (1993-september 1995)
- Amine Et Taïbi (2023-heden)
- Bernt Evens (2008-2009)

## F
- Khalilou Fadiga (1997-2000)
- Noah Fadiga (2015-2020)
- Benjamin Faraas (2023-heden)
- Frank Farina (oktober 1988-1991)
- Kehinde Fatai (2013-2014)
- Nereo Fauzia (1996-2000)
- Ian Anthony Feuer (1988-1992)
- Jordi Figueras (2011-2013)
- Zoran Filipovic (1980-1981)
- Ibrahima Breze Fofana (2020-2022)
- Spyros Fourlanos (2013-2014)
- Jonathan Foss (2022-2024)
- Kaye Furo (2017-heden)

## G
- Vladimir Gabulov (2018)
- Brent Gabriël (2008-2019)
- Hans Galjé (1990-1994)
- Zinho Gano (2009-2015)
- Felipe Gedoz (2014-2017)
- Ruud Geels (1972-1974)
- Karel Geraerts (1998-december 2003, 2007-2011)
- Laurens Goemaere (2012-heden)
- Hector "Torten" Goetinck (1902-1928)
- Henri Gogne (1976-1979)
- Willy Goossens (1967-1968)
- Fernand Goyvaerts (1956-1962)
- Jan Goyvaerts (1987-1988)
- Arnaut Danjuma Groeneveld (2018-2019)
- Alejandro Granados (2023-heden)
- Rob Grüben (1979-1981)
- Mirsad Günes (1986)
- Eiður Guðjohnsen (2013-2014)
- Ivan Gvozdenović (2003-2007)

## H
- Roland Haeyen (1964-1966)
- Ibe Hautekiet (2017-2023)
- Pierre Havermaet (1964-1965)
- Elrio van Heerden (2006-2009)
- Jack Hendry (2021-2023)
- Roger Hermans (1972-1974)
- Sebastian Hermans (2001-2006)
- Wiver da Silva Junior Hernandes (1994-1996)
- Hubert Herssens (1953-1966)
- Marcel Herssens (1941-1944)
- Brian Hill (1967-1968)
- Dirk Hinderyckx (1973-1977)
- Freddy Hinderyckx (1962-1972)
- Kurt Hinderyckx (1986-1989)
- Luc Hinderyckx (1980-1985)
- Carl Hoefkens (2009-2013)
- Werner Hoffmann (1962-1963)
- Konrad Holenstein (1975-1976)
- Shion Homma (2022-2024)
- Ethan Horvath (2017-2021)
- Peter Houtman (november 1978-mei 1979)
- Henk Houwaart (1969-1975)
- Henk Houwaart junior (1984-1988)
- Tom Høgli (2011-2014)
- Guillaume Hubert (2017-2020)

## I
- Bernie Ibini-Isei (2015-2018)
- Salou Ibrahim (2006-2008)
- Aleksandar Ilić (1997-2000)
- Manasseh Ishiaku (januari 2005-2007)
- José Izquierdo (2014-2017) (2021-2022)
- Lex Immers (januari 2017-2017)

## J
- Nordin Jackers (2023-heden)
- Čedomir Janevski (1989-1991)
- Edgaras Jankauskas (november 1997-januari 2000)
- Jochen Janssen (1999-december 2000)
- Ardon Jashari (2024-heden)
- Nordin Jbari (1997-1999)
- Birger Jensen (1974-1988)
- Tobias Lund Jensen (2022-heden)
- Jared Jeffrey (2008-december 2009)
- Bojan Jorgačević (november 2011-2013)
- Jesper Jørgensen (2012-2014)
- Ferran Jutglà (2022-heden)

## K
- Alphonse Kabeya (1963-1965)
- Mahdi Kallon (2023-heden)
- Serge Kimoni (1987-1990)
- Lorenz Kindtner (1991-1994)
- Michael Klukowski (2005-2010)
- Dorge Kouemaha (2009-2011)
- Odilon Kossounou (2019-2021)
- Eddie Krieger (juni 1975-december 1978)
- Michael Krmenčík (2020-2022)
- Marc-André Kruska (2009)
- Lajos Kü (1977-1979)
- Štěpán Kučera (2007-2010)
- Vladan Kujović (2011-2015)
- Petteri Kupiainen (1979-1981)

## L
- Mathis Labro (2020-2024)

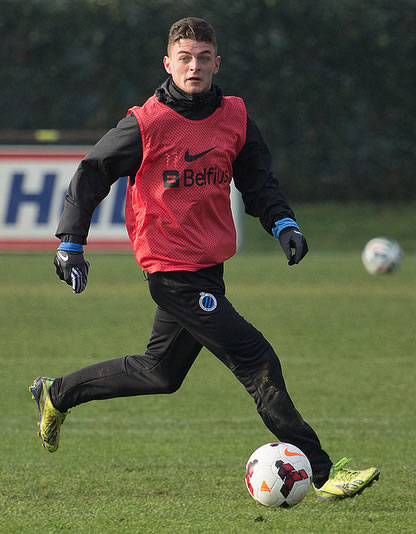
Maxime Lestienne

- Nathaniel Lagrou (2012-2013)
- Raoul "Lotte" Lambert (1956-1980)
- Urbain Lambert (1958-1963)
- Senne Lammens (2014-2023)
- Noa Lang (2020-2023)
- Gino Langbeen (1982-)
- Rune Lange (2001-2006)
- Cyle Larin (2022-2023)
- Jim Larsen (2012-2014)
- Georges Leekens (1972-1981)
- Ulrik Le Fèvre (1972-1977)
- Ivan Leko (2005-2009)
- Nzelo Lembi (1995-2002)
- Yves Lenaerts (2006-2010)
- Milan Lešnjak (1998-2003)
- Maxime Lestienne (2010-2014)
- Karlo Letica (2018-2021)
- Anthony Limbombe (2016-2018)
- Nicolas Lombaerts (1991-2004)
- Walter Loske (1963-1970)
- Benjamin Lutun (2004-2007)

## M
- Birger Maertens (1994-2008)

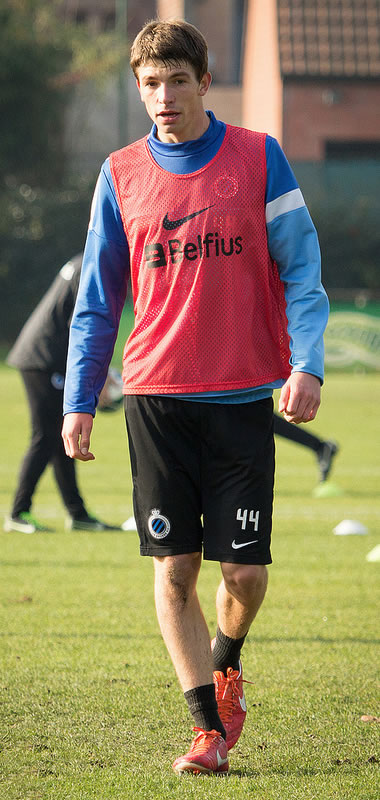
Brandon Mechele

- Eric Maertens (1952-1963)
- Bart Maes (1981-1983)
- Gino Maes (1976-1981, 1984-1987)
- Istvan Magyar (1980-1982)
- Gerhard Mair (1964-1968)
- Dieter Malfait (1995-1998)
- Tew Mamadou (1984-december 1989)
- Faitout Maouassa (2021-heden)
- Gilbert Marmenout (1962-1972)
- Eddy Martens (1978-1980)
- Sandy Martens (1999-januari 2004)
- Erhan Mašović (2017-2020)
- Clinton Mata (2018-2023)
- Henri Maton (2021-2024)
- Thomas Matton (1993-2007)
- Dimitri M'Buyu (1988-1989)
- Noah Mbamba (2020-2023)
- Riley McGree (2017-2019)
- Brandon Mechele (2002-heden)
- Dirk Medved (1993-1997)
- Roy Meeus (2007-2011)
- Walter Meeuws (1978-1981)
- Andrés Mendoza (januari 2000-2004)
- Bjorn Meijer (2022-heden)
- Formose Mendy (2020-2021)
- Fernando Menegazzo (2014)
- Germán Mera (2017-2018)
- Lennart Mertens (2022-2023)
- Thomas Meunier (2011-2016)
- Simon Mignolet (2019-heden)
- Marcel Mitchell (1965-1966)
- Dalibor Mitrovic (1998-2000)
- Matej Mitrović (2018-heden)
- John Moelaert (1966-1972)
- Peter Mollez (1997-2003)
- Tony Mols (1989-1992)
- Lukas Mondele (2019-2023)
- Elton Monteiro (2013-2014)
- José Mortier (1968-1972)

## N
- Marvelous Nakamba (2017-2019)
- Raymond Nauwelaerts (1954-1962)
- Dejan Nemec (2000-2003)
- Cyril Ngonge (2014-2020)
- Anders Nielsen (1996-1997)
- Casper Nielsen (2022-heden)
- Erwin Nies (1993-1997)
- Johny Nieuwenburg (1971-1973)
- Gustaf Nilsson (2024-heden)
- Peter Nilsson (januari 1982-mei 1984)
- Stanley Nsoki (2021-2022)
- Antonio Nusa (2021-heden)

## O
- Wilkims Ochieng (2016-2022)
- Vadis Odjidja-Ofoe (2009-2014)
- Denis Odoi (2022-2024)
- Andreas Skov Olsen (2022-heden)
- David Okereke (2019-2022)
- Paul Okon (1991-1996)
- Anton Ondrus (1981-1982)
- Loïs Openda (2015-2022)
- Michael Clinton Opeyemi (2021-2023)
- Paul Op de Beeck (1981-1986)
- Joel Ordóñez (2022-heden)
- Owen Otasowie (2021-heden)
- Obbi Oulare (2013-2015)

## P
- Helibelton Palacios (2017-2018)
- Jean-Pierre Papin (1985-1986)
- Joeri Pardo (1989-2002)
- Désiré Paternoster (1901-1905 en 1908-1911)
- Didier Pattyn (1980-1981)
- Gert Peelman (1994-1995)
- Jérémy Perbet (2017-2018)
- Pietro Perdichizzi (2011-2012)
- Leandro Pereira (2015-2019)
- Luan Peres (2018-2021)
- Ivan Perišić (2009-2011)
- Tibo Persyn (2012-2018) (2021-2022)
- Lothaire Pierets (1929-1933)
- Hugo Pieters (1973-1976)
- Tomás Pina (2016-2017)
- Bjorn Plettinck (1999)
- Pascal Plovie (1984-1986, 1988-1996)
- Javier Portillo (2005-2006)
- Benoît Poulain (2016-2019)
- Brian Priske (2006-2008)
- Ruben Providence (2021-2022)
- Vincent Provoost (1995-2006)
- Wilfried Puis (1971-1972)
- Daniel Pérez(2021-heden)

## Q
- Alex Querter (1982-1993)

## R
- Dirk Ranson (1974-1982)
- Lior Refaelov (2011-2018)
- Ludovit Reis (2025-heden)
- Stefan Reisch (1968-1970)
- Johan Renier (1981-1985)
- Pascal Renier (1992-1998)
- Jozef Rens (1964-1966)
- Rob Rensenbrink (1969-1971)
- Emile Reuse (1900-1908)
- Yannick Reuten (2011-2016)
- Dieter Reynaert (2005-2006)
- Kaveh Rezaei (2018-2021)
- Federico Ricca (2019-2022)
- Nico Rijnders (1971-1973)
- Bratislav Ristic (1998-2003)
- Mats Rits (2018-2023)
- Kevin Roelandts (1988-januari 2007)
- Zaid Romero (2024-heden)
- Patrick Rommelaer (1978-1979)
- John Roose (1964-1965)
- Ronny Rosenthal (1986-1988)
- Ronny Rossel (1970-1971)
- Dorin Rotariu (2017-2019)
- David Rozehnal (2003-2005)
- Rolf Rüssmann (juli 1973-november 1973)
- Mathew Ryan (2013-2015)

## S
- Valerijs Sabala (2014-2017)

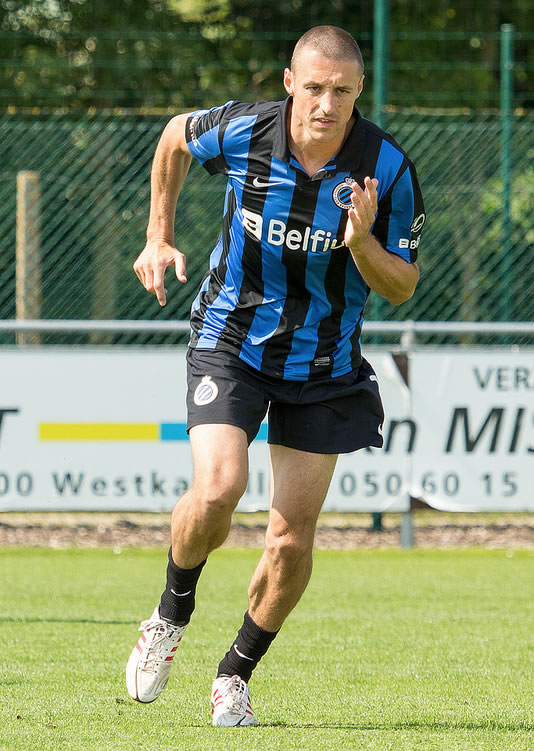
Timmy Simons

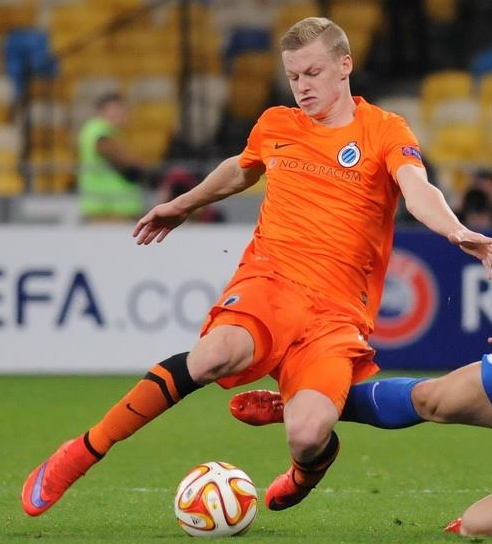
Nikola Storm

- Kyriani Sabbe (2010-heden)
- Bengt Sæternes (2002-2004)
- Amadou Sagna (2019-2022)
- Dirk Sanders (1973-1978)
- Koen Sanders (1980-1984)
- Jean-Pierre Sanders (1969-1972)
- Luc Sanders (1969-1974)
- Cisse Sandra (2017-heden)
- Aminu Sani (1998-2005)
- Gaby Savat (1952-1956, 1957-1968)
- Marc Schaessens (1991-1993)
- Rudy Schelfhout (1960-1961)
- Koen Schockaert (1998-2003)
- Alexander Scholz (2018)
- Siebe Schrijvers (2018-2021)
- Stefan Scepovic (2010-2011)
- Serhij Serebrennikov (2002-2006)
- Mathis Servais (2017-2023)
- Dylan Seys (2012-2017)
- Joaquin Seys (2018-heden)
- Nick Shinton (2019-heden)
- Ebou Sillah (1997-1999, 2000-2002)
- Francisco Silva (2014-2015)
- Jeroen Simaeys (2007-2011)
- William Simba (2022-heden)
- Josip Simic (2000-2004)
- Jan Simoen (1977-1979)
- Roger Simoens (1966-1968)
- Timmy Simons (2000-2005, 2013-2018)
- Michał Skóraś (2023-heden)
- Tim Smolders (1998-2004)
- Eduard Sobol (2019-2023)
- Waldemar Sobota (2013-2016)
- Luc Somers (1988-1992)
- Robert Somers (1950-1962)
- Wesley Sonck (2007-2010)
- Cleber Sonda (2009-2012)
- Jan Sørensen (1977-1983)
- Kamal Sowah (2021-heden)
- Robert Špehar (juni 1995-augustus 1997)
- Ronald Spelbos (1982-1984)
- Marek Špilár (2002-2006)
- Jorne Spileers (2011-heden)
- Lorenzo Staelens (1989-1998)
- Mario Stanić (juni 1995-december 1996)
- Fredrik Stenman (2011-2014)
- François Sterchele (2007-2008)
- Stijn Stijnen (2000-2011)
- Alin Stoica (2002-januari 2005)
- Nikola Storm (2013-2018)
- Roland Storme (1960-1964)
- Carlos Strandberg (2017)
- Chris Strobbe (1964-1966)
- Jean Strubbe (1906-1914)
- Abakar Sylla (2021-2023)
- Antoni Szymanowski (1981-1984)

## T
- Chemsdine Talbi (2015-heden)
- Gilbert Tamsin (1965-1969)
- Jannes Tant (1992-1993)
- Percy Tau (2019-2020)
- André Taverne (1930-1938)
- Mohamed Tchité (2011-2014)
- Emmanuel Tempelaere (1946-1947)
- Tjapko Teuben (1981-1985)
- Jens Teunckens (2015-2018)
- Igor Thiago (2023-2024)
- Hyppolyte Thienpont (1923-1925)
- Johny Thio (1963-1975)
- André Tierenteyn (1958-1965)
- Ivan Tomečak (2018-2019)
- Ahmed Touba (2016-2019)
- Daniël Toussein (1935-1939)
- Matthias Trenson (1994-2006)
- Nicolò Tresoldi (2025-heden)
- Ivan Tričkovski (2012-2014)
- Tom Turesson (1968-1970)
- Renzo Tytens (2024-heden)
- Christos Tzolis (2024-heden)

## V
- Joos Valgaeren (2005-2008)

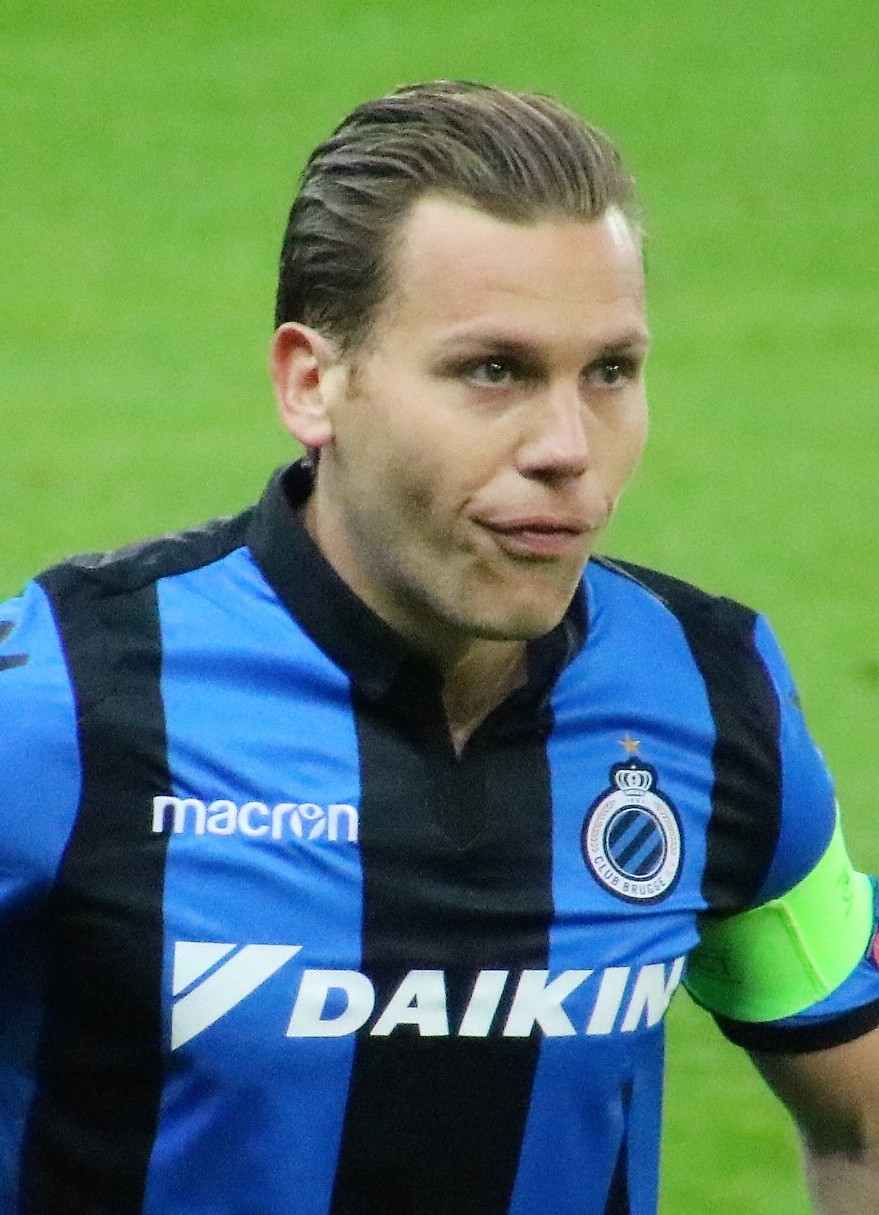
Ruud Vormer

- Thibaut Van Acker (1997-2013)
- Hans Vanaken (2015-heden)
- Günther Vanaudenaerde (1999-2006)
- Gilbert Van Binst (1981-1983)
- Edgard Van Boxtaele (1907-1914)
- Nick Van Belle (2011-2012)
- Emiel Van den Berghe (1927-1937)
- Dario Van den Buijs (2014-2015)
- Thomas Van den Keybus (2014-2023)
- Jason Vandelannoite (1994-2007)
- Brian Vandenbussche (2001)
- Erwin Vandendaele (1964-1974)
- Marcel Vandendriessche (1952-1960)
- Danny Vandenhende (1977-1981)
- Alexander Vandenperre (2023-heden)
- Ignace Van der Brempt (2017-2022)
- Franky Van der Elst (1984-1999)
- Leo Van Der Elst (1984-1988)
- René Vandereycken (1974-1981)
- Peter Van der Heyden (2000-2005, Januari 2010-2011)
- Stephan Van der Heyden (1991-1996)
- André Vanderlinden (1965-1970)
- Birger Van de Ven (2001-2004)
- Léon Vande Voorde (1919-1928
- Patrick Van de Voorde (1968-1974)
- Philippe Vande Walle (1980-1990, juli 1999-september 1999)
- Roger Vangansbeke (1959-1960)
- Daan Van Gijseghem (januari 2010-2012)
- Roger Van Gool (1974-1976)
- Joachim Van Holm (1999-2000)
- Roger Vanhove (1930-1939)
- Didier Van Impe (1980-1982)
- Jellert Van Landschoot (2004-2020)
- Jordi Vanlerberghe (2017-2020)
- Rémon Van Loocke (2021-2023)
- Henri Vanlook (1973-1976)
- Dominique Vanmaele (1990-1994)
- Jelle Van Neck (2019-2022)
- Willy Van Parijs (1959-1960)
- Antoine Van Poelvoorde (1962-1965)
- Guido Van Pottelberghe (1959-1962, 1967-1968)
- Keano Vanrafelghem (2019-heden)
- Ricardo van Rhijn (2016-2018)
- Robbe Van Ruyskensvelde (2008-2009)
- Jannes Vansteenkiste (2008-2012)
- Noël Van Strijthem (1959-1960)
- Jan Van Tieghem (1993-1995)
- Dieter Van Tornhout (1995-2006)
- Kurt Van Torre (1992-1993)
- Eric Van Vyve (1966-1967)
- Marcel Van Vyve (1929-1945)
- Luc Vanwalleghem (1979-1986)
- Dennis van Wijk (1984-1987, 1989-1991)
- Ronald Vargas (2008-2011)
- Víctor Vázquez (2011-2016)
- Wietse Veenstra (1971-1972)
- Johnny Velkeneers (1971-1974)
- Glenn Verbauwhede (1997-2009)
- Oscar Verbeeck (1908-1912)
- John Vercammen (1971-1973)
- Stefan Vereycken (1983-1990)
- Bernard Verheecke (1976-1980)
- Remi Verheecke (1963-1964)
- Gert Verheyen (1992-2006)
- Nico Verheyen (1994-1995)
- René Verheyen (1983-1987)
- Patrick Verhoosel (1979-1981)
- Chris Verhulst (1982-1983)
- Gunter Verjans (1995-1999)
- Roger Verkeyn (1962-1966)
- Dany Verlinden (1988-2004)
- Wout Verlinden (2023-heden)
- Romeo Vermant (2020-heden)
- Sven Vermant (1993-2001, 2005-2008)
- Kenneth Vermeer (2018)
- Jorn Vermeulen (1993-2011)
- Claude Verspaille (1990-1995)
- Louis Verstraaten (1973-1974)
- Birger Verstraete (2009-2015)
- Louis Versyp (1945-1950)
- Hugo Vetlesen (2023-heden)
- Victor (2004-2006)
- Valentinos Vlachos (2013-december 2014)
- Bart Vlaeminck (1996-2006)
- Björn Vleminckx (2011-2013)
- Thibault Vlietinck (2016-2022)
- Siemen Voet (2009-2021)
- Arthur Volckaert (1922-1927)
- Jos Volders (1974-1982)
- Ruud Vormer (2014-2023)
- Jelle Vossen (2015-2020)
- Matěj Vydra (2011-2012)

## W
- Maxime Wameso (2023-heden)

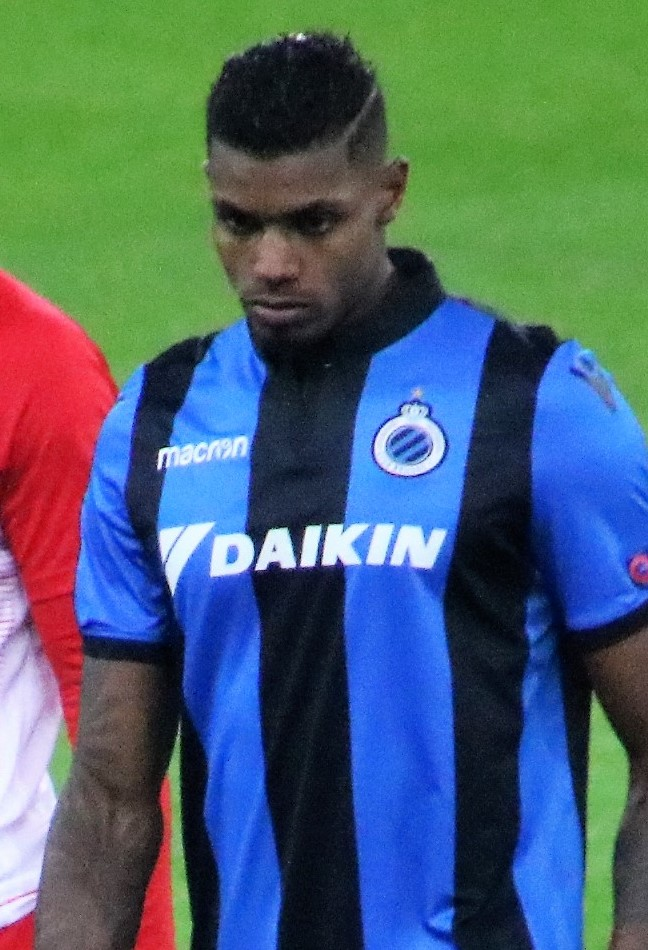
Wesley

- Shangyuan Wang (2013-2015)
- Gustave Wardenier (1902-1905)
- Richard Warnier (1938-1939, 1946-1947)
- Alfred Wauters (1930-1933, 1935-1939)
- Ferdinand Wauters (1925-1928, 1929-1933)
- Fernand Watteeuw (1959-1965)
- Dimi Wellens (1999-2000)
- Nicola Wellens (1987-2001)
- Willy Wellens (1981-1986)
- Wesley (2016-2019, 2021)
- Michael Westyn (1988-1989)
- Robin Wijngaarde (1994-1995)
- Fernand Willems (1949-1951)
- Jano Willems (2021-heden)
- Siebe Wylin (2024-heden)

## Y
- Oleksandr Yakymenko (2022-heden)
- Bi Abdoul Kader Yameogo (2023-heden)
- Roman Yaremchuk (2022-heden)
- Jeanvion Yulu-Matondo (2001-2007)

## Z
- Ante Žanetić (1962-1963)
- Philip Zinckernagel (2023-heden)
- Niki Zimling (2011-2013)

RSC Anderlecht ·
Antwerp FC ·
Beerschot AC ·
Beerschot VA ·
KSK Beveren ·
Rupel Boom ·
Cercle Brugge · 
Club Brugge ·
KRC Genk ·
KAA Gent · 
KV Kortrijk ·
OH Leuven ·
Lierse SK ·
RFC de Liège ·
KSC Lokeren ·
Lommel SK ·
KV Mechelen ·
Royal Excel Moeskroen ·
RAEC Mons ·
KV Oostende ·
RFC Seraing ·
STVV ·
Sporting Charleroi ·
Standard Luik ·
AFC Tubize ·
Union SG ·
KVC Westerlo ·
SV Zulte Waregem